# توتناوبرگ
توتناوبرگ (به آلمانی: Todtnauberg) یک روستا در آلمان است که در توتتناو واقع شده‌است.